# Abbe May
Abbe May (Subiaco, 19 luglio 1983) è una cantautrice e musicista australiana.

## Biografia
Dopo essere stata componente di numerosi gruppi, Abbe May ha pubblicato il suo primo album da solista Design Desire nel luglio 2011, il quale è stato selezionato all'Australian Music Prize e che le ha conferito due candidature agli AIR Music Awards. Nel 2013 è uscito Kiss My Apocalypse ed è stata candidata ad un ARIA Music Award nella categoria dedicata alle artiste femminili. Cinque anni più tardi è stata la volta del disco Fruit, anch'esso accolto calorosamente dalla critica specializzata e selezionato per l'Australian Music Prize.

## Discografia

### Album in studio
- 2008 – Howl & Moan
- 2008 – Hoodoo You Do
- 2011 – Design Desire
- 2013 – Kiss My Apocalypse
- 2018 – Fruit

### EP
- 2006 – Abbe May and the Rockin' Pneumonia
- 2009 – Hawaiian Disease

### Singoli
- 2008 – Costanza
- 2010 – Mammalian Locomotion
- 2011 – Design Desire
- 2012 – Karmaggedon
- 2013 – T.R.O.U.B.L.E.
- 2013 – Sex Tourettes
- 2013 – Perth Girls / Total Control
- 2016 – Are We Flirting
- 2016 – Doomsday Clock
- 2017 – Like Me Like I Like You
- 2017 – Love Decline
- 2018 – Seventeen
- 2017 – Finger